# 고토 미치
고토 미치(일본어: 後藤 三知, 1990년 7월 27일 ~ )는 일본의 여자 축구 선수이다.

## 국가대표팀 경력
그녀는 2008년 3월 7일 캐나다과의 경기에서 일본 국가대표팀에 데뷔했다.
2008년과 2010년 FIFA U-20 여자 월드컵에도 출전했다.
2014년 AFC 여자 아시안컵 우승에 기여. 그녀는 2014년까지 국제 A매치 통산 7경기에 출전, 2득점을 넣었다.

## 통계
| 일본 | 일본 | 일본 |
| 연도 | 출전 | 득점 |
| ---- | ---- | ---- |
| 2008 | 2    | 2    |
| 2009 | 0    | 0    |
| 2010 | 0    | 0    |
| 2011 | 0    | 0    |
| 2012 | 0    | 0    |
| 2013 | 1    | 0    |
| 2014 | 4    | 0    |
| 통산 | 7    | 2    |